# Pompă electromagnetică
O pompă electromagnetică este un tip de pompă care propulsează un lichid conductor electric (de exemplu metale lichide, lichide ionice) prin conducte.